# Богоявленская церковь (Соликамск)
Богоявленская церковь — бывший православный храм (ныне музей) на территории Соликамского кремля, рядом с домом воеводы. Характерный памятник «узорочья» конца XVII века. Принадлежит к ансамблю соликамских церквей, созданному на рубеже XVII и XVIII веков в период экономического процветания города.

## История
Церковь была построена в 1687—1695 гг. на месте сгоревшей деревянной церкви. Строительство церкви осуществлялось одновременно со строительством главного храма Соликамска — Троицкого собора.
В 1695 году сразу после завершения строительства пожар уничтожил главы и кровлю. В течение XVIII столетия храм ремонтировался после пожаров около десяти раз. Во второй половине XVIII века на средства соликамского купца Максима Суровцева колокольня была надстроена, что вызвало просадку грунта.
В 1938 году в связи с этой просадкой колокольня была разобрана, а в 1944 году вместо надстройки по проекту архитектора Ф. М. Тольцинера был построен деревянный шатёр, прообразом которого явился каменный шатер расположенной вблизи колокольни Преображенской церкви.
В Советскую эпоху в храме разместили филиал городского музея, благодаря чему здание сохранилось сравнительно хорошо. Сохранился иконостас церкви и её роспись.

## Расположение
Собор был расположен в центральной части города, на небольшом удалении от центрального храмового ансамбля города, на склоне косогора, спускающегося к реке Усолке. В настоящее время высотная современная застройка с южной стороны церкви закрывает вид на неё сверху. Короткий отрезок улицы соединяет церковь с этим ансамблем. Посредине этого отрезка расположены каменные палаты воеводы — редкий памятник гражданской архитектуры. В старину, при одноэтажной застройке взаимная видимость этих памятников, вероятно была лучше.

## Архитектура церкви

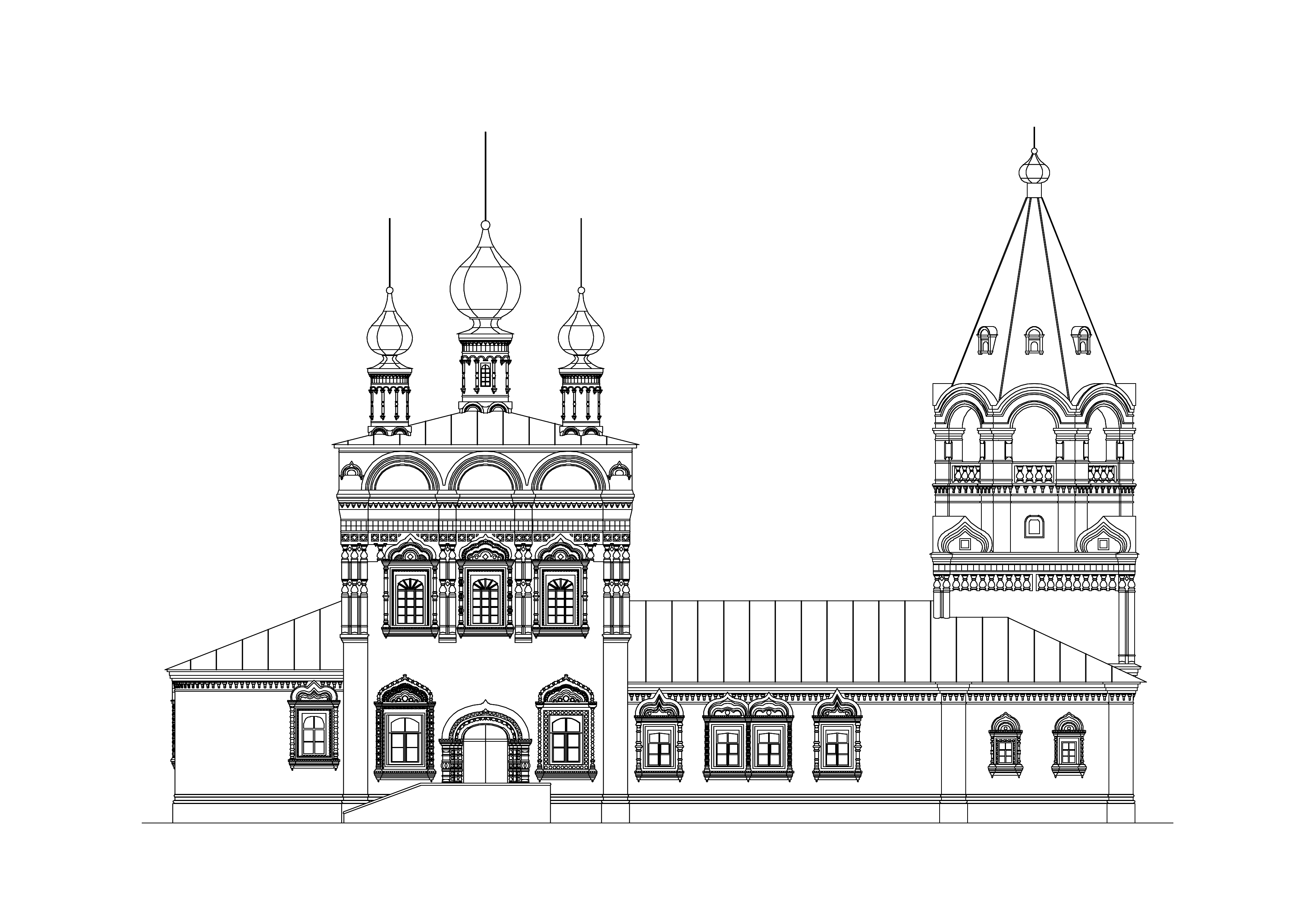
Чертёж Богоявленской церкви. Векторный файл в формате PDF.

Храм — летний. Высокая центральная бесстолпная часть завершается пятью луковичными главами с глухими барабанами. Алтарь трехчастный, невысокий — по всей ширине храма. Трапезная — двухстолпная, северный столп совпадает с главной осью храма, а южный столп трапезной расположен на одной линии с южной стеной основного объёма храма и отделяет единственный южный придел, который имеет одну главу. Над входом в храм расположена невысокая колокольня с шатровой кровлей, которая, как было сказано выше, является результатом современной интерполяции. Центральное помещение освещается через двухъярусные окна. В северной стене храма устроен арочный портал.

## Декоративное оформление
Храм богато декорирован. Особенно гармонично декоративное оформление основного объёма храма. Плоскости стен расчленяются на три равные части широкими полулопатками, которые на уровне окон переходят в пучки декоративных полуколонок. В верхней части стены завершаются тремя широкими профилированными полуокружьями, под которыми расположен уступчатый карниз фигурной кладки, между карнизом и окнами расположены ещё декоративные пояса из поливных изразцов и ажурной кирпичной кладки. Особенно богато оформлены наличник и второго яруса окон.
Главы храма в старину видимо были покрыты глазурованной черепицей, остатки которой нашли на чердаке, однако она была утрачена уже в XIX веке. Кресты храма — прекрасная работа местных кузнецов.

Северный фасад
Алтарь
Южный фасад
Верхний ярус северного фасада
Фрагмент изразцового фриза